# یواس‌اس اسکای‌لارک (ای‌ام-۶۳)
یواس‌اس اسکای‌لارک (ای‌ام-۶۳) (به انگلیسی: USS Skylark (AM-63)) یک کشتی بود که طول آن ۲۲۰ فوت ۶ اینچ (۶۷٫۲۱ متر) بود. این کشتی در سال ۱۹۴۲ ساخته شد.